# 팔라우 커뮤니티 칼리지

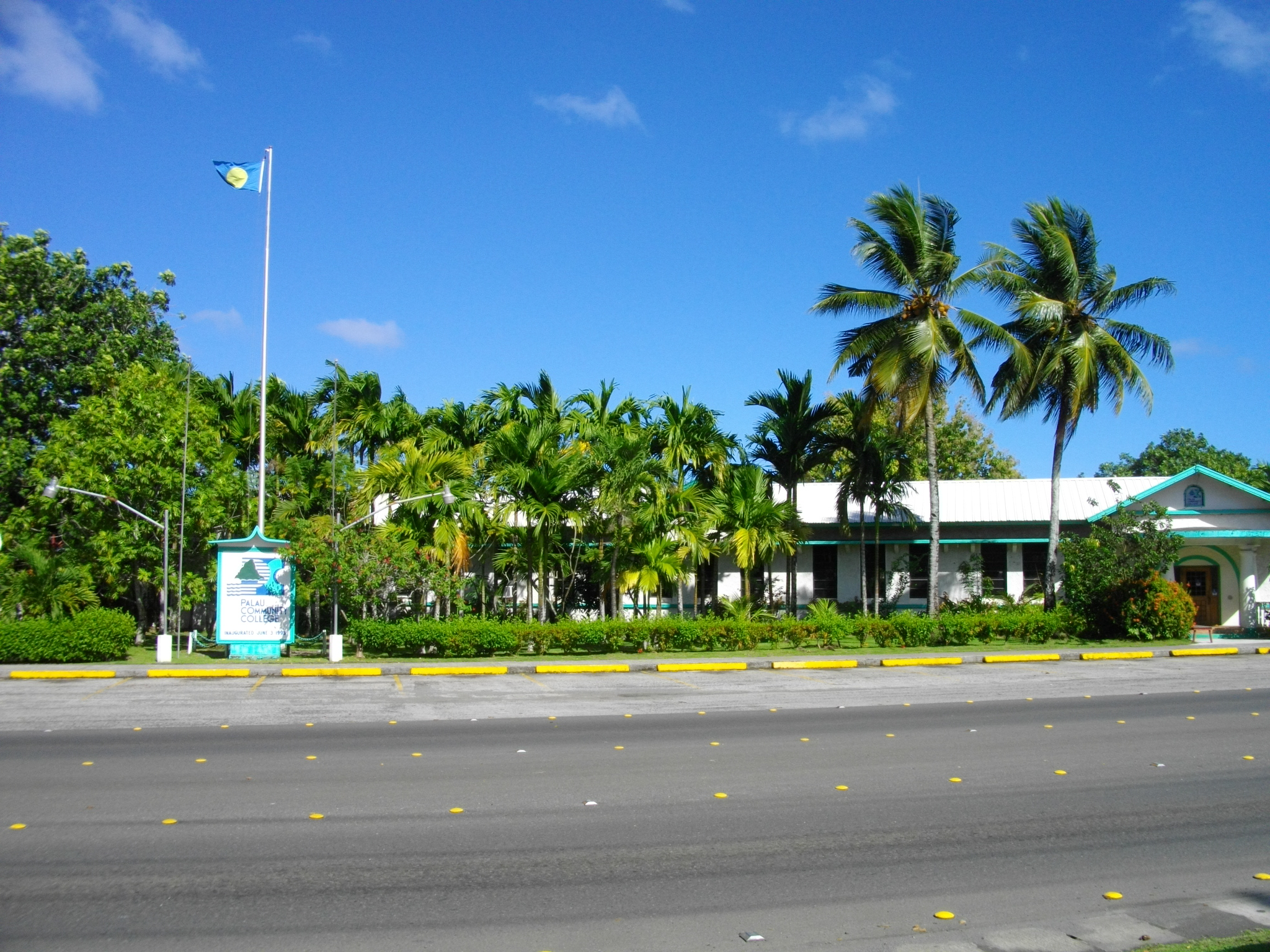
팔라우 커뮤니티 칼리지

팔라우 커뮤니티 칼리지(Palau Community College)는 팔라우 공화국에 있는 공립 커뮤니티 칼리지이다. 이 대학은 전국에서 유일한 고등교육 기관이다. 서부 학교 및 대학 협회의 인가를 받은 독립 기관으로, 준학사 학위와 수료증을 수여한다.

## 역사

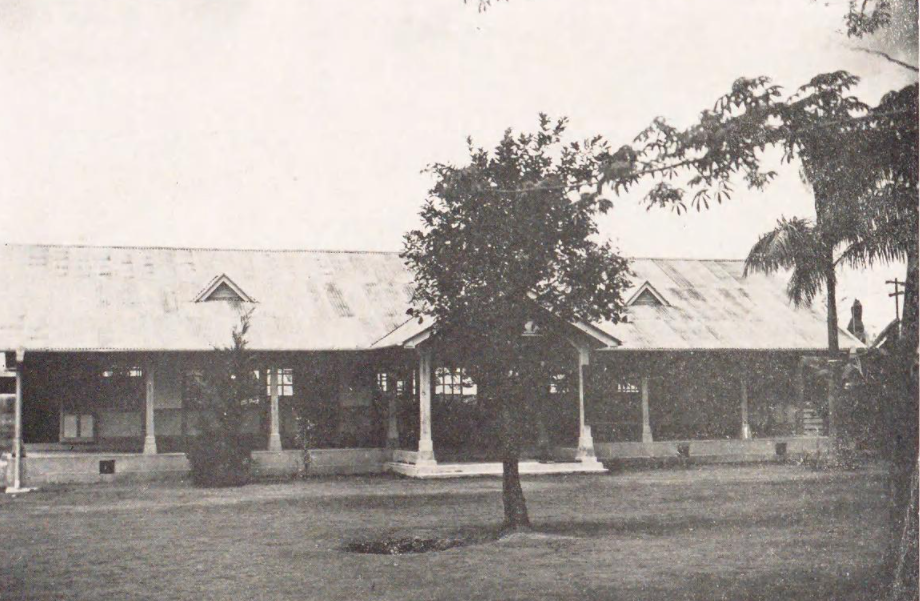
1932년경의 직업 기술 학교

팔라우 커뮤니티 칼리지는 마셜 제도 칼리지 및 미크로네시아 연방 칼리지와 함께 미크로네시아 랜드그랜트 프로그램을 제공한다. 팔라우가 일본 점령 하에 있던 1927년에 직업 기술 학교로 설립되었다는 기록이 있다.
1980년대에 미국 의회는 미크로네시아 칼리지를 태평양 신탁 통치령의 랜드그랜트 칼리지로 지정했다. 이 협정은 나중에 팔라우를 포함한 미크로네시아 3개 정부에 의해 연장되었다. 1993년 3월 19일, 1993년 팔라우 고등교육법은 이 대학을 자체 이사회를 가진 독립 대학으로 설립했다. 이전에는 이 대학이 미크로네시아 직업 대학으로 알려져 있었다. 1993년 4월 2일, 공식적으로 팔라우 커뮤니티 칼리지가 되었다.